# Mingus, Mingus, Mingus
Mingus, Mingus, Mingus ist ein Jazzalbum des Trios I Am Three, das aus Silke Eberhard, Nikolaus Neuser und Christian Marien besteht. Die am 15. und 16. Juni 2015 im Studio H2 Berlin durch Walter Quintus entstandenen Aufnahmen erschienen am 8. August 2016 auf Leo Records.

## Hintergrund
Das Trio I Am Three, 2015 gegründet als Mingus-Tribut-Projekt, besteht aus der Saxophonistin Silke Eberhard, dem Trompeter Nikolaus Neuser und dem Schlagzeuger Christian Marien. Mit Mingus’ Sounds of Love, zu dem die Sängerin Maggie Nichols hinzustieß, setzte das Trio seine Zusammenarbeit fort. 2024 erschien ein drittes Album In Other Words des Trios mit Eigenkompositionen.
Das Trio spielte auf Mingus, Mingus, Mingus neben den bekannten Mingus-Klassikern Better Get Hit in Yo’ Soul, Fables of Faubus, Goodbye Pork Pie Hat, Jelly Roll, Self-Portrait in Three Colors (alle aus Mingus Ah Um, 1959), Eclipse (1953), Moanin’ (aus Blues & Roots, 1960) und Orange Was the Color of Her Dress, Then Silk Blue (erstmals auf Mingus Plays Piano, 1964) auch seltener gespielte Stücke wie Opus Four und Canon, beide aus Mingus Moves (1973). Der Titel des Albums lehnt sich an das Mingus-Album Mingus Mingus Mingus Mingus Mingus (1964) an.

## Titelliste
I Am Three: Mingus, Mingus, Mingus (Leo Records CD LR 752)
1. Better Get Hit in Yo’ Soul 3:58
2. Fables of Faubus 6:29
3. Oh Lord, Don’t Let Them Drop That Atomic Bomb on Me 4:37
4. Opus Four 4:08
5. Goodbye Pork Pie Hat 2:13
6. Moanin’ 4:32
7. Self-Portrait in Three Colors 3:20
8. Eclipse 3:20
9. Jelly Roll 2:57
10. In Other Words (Eberhard) 2:02
11. Orange Was the Color of Her Dress, Then Blue Silk 5:25
12. Canon 3:50

Alle Kompositionen stammen von Charles Mingus.

## Rezeption

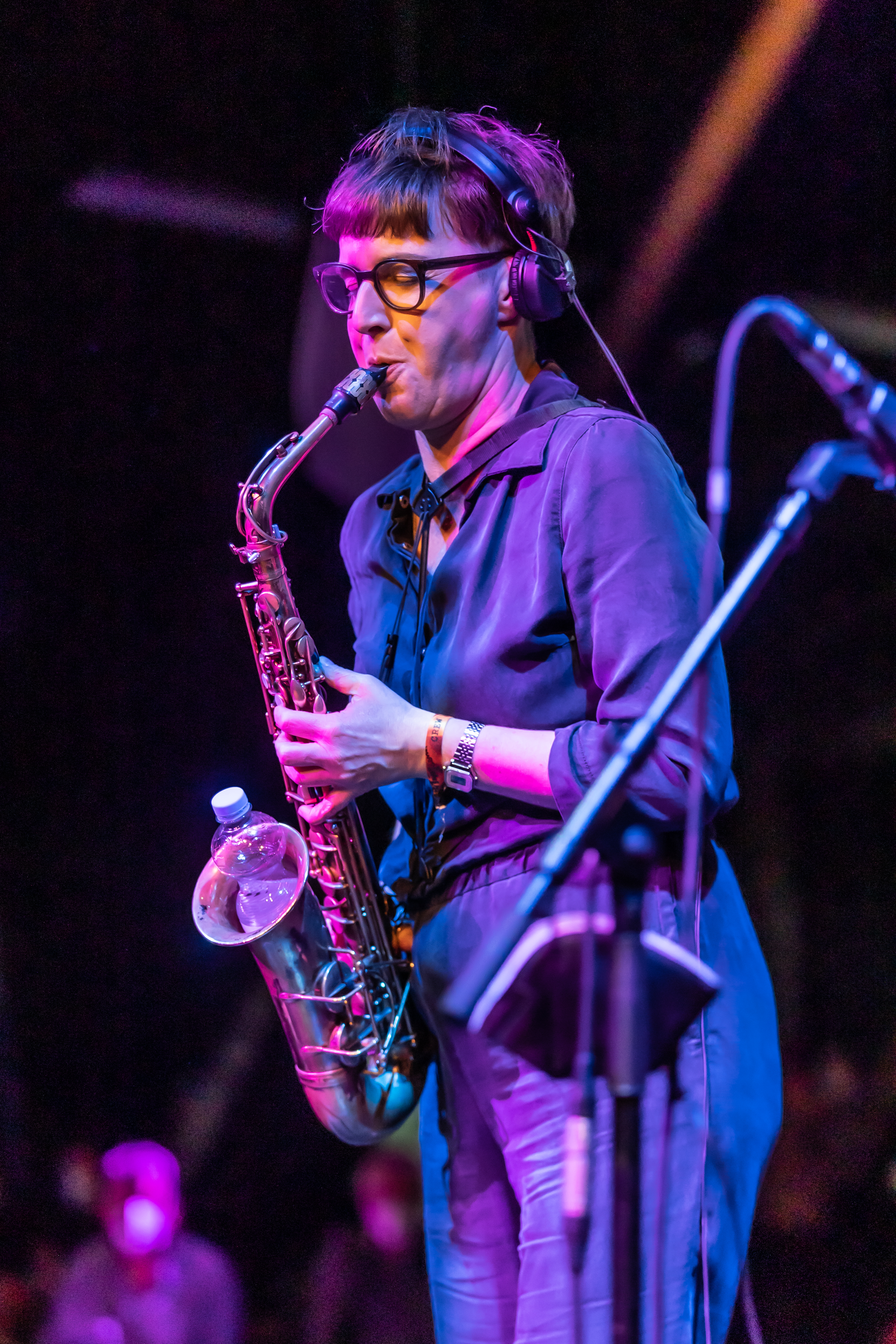
Silke Eberhard auf dem Moers Festival 2022

Nach Ansicht von Troy Dostert, der das Album in All About Jazz rezensierte, würde Eberhard bei ihrer Neuinterpretation dieses Materials stets ein kreatives und risikofreudiges Gespür einbringen, das stets dazu führe, die Tradition voranzutreiben – wie man es von der besten Musik erwarten sollte, die vom Geist des Jazz durchdrungen ist. Sich an einige der bekanntesten (und einige weniger bekannte) Stücke von Mingus ohne Bassinstrument – oder Klavier – heranzuwagen, erfordere eine gewisse Kühnheit, aber das sei typisch für Eberhards Ansatz, und hier würde es wunderbar funktionieren, was größtenteils an Eberhards geschickten Arrangements und der zur Schau gestellten erstklassigen Musikalität liege. Eberhard habe sich bewusst für kurze Versionen der Mingus-Kompositionen entschieden, d. h., sie habe die Länge der Stücke auf durchschnittlich drei bis vier Minuten begrenzt. Dadurch werde jedes Stück auf seinen Kern reduziert, ein Destillationsprozess, der daran erinnere, wie schön und tiefgründig Mingus’ Melodien waren – etwas, das im musikalischen Feuerwerk insbesondere seiner ausufernden Live-Mitschnitte untergehen konnte. Darüber hinaus seien die Bläserpartien von Eberhard und Neuser herausragend. Man würde nie die Fülle einer größeren Gruppe vermissen, selbst bei einem kultigen Big-Band-Stück wie „Moanin'“. Von den vielen Arten, in denen dieses Album Mingus ehrt, sei es vor allem sein Erfindungsgeist, der hervorsteche. Eine großartige Leistung.
Die Musik reduziere sich auf ein ungewöhnliches Trio aus Saxophon, Trompete und Schlagzeug, während die beiden für Mingus’ typischen Instrumente Bass und Klavier außen vor blieben, schrieb Kurt Gottschalk im Down Beat. Nur dank ihrer sparsam-raffinierten Arrangements würden die Überarbeitungen nie dünn oder hohl wirken. Die Musiker seien so überzeugt von ihrer Herangehensweise, dass sie ab „Jelly Roll“, dem neunten von zwölf Stücken dieser CD, beginnen, melodische Abschnitte zu dämpfen, als wollten sie den vollen Klang des restlichen Albums unterstreichen. Das würde natürlich erst nach einer Reihe von Erfolgen geschehen. Das Trio marschiere durch „Better Get Hit In Yo’ Soul“, liefere eine hämmernde Interpretation von „Moanin’“ und spielt ein wunderbar lyrisches „Self-Portrait In Three Colors“ (was Mingus’ dreigeteilte Persönlichkeit erneut unterstreiche).